# Henri Lanos
Henri Lanos, né 19 août 1859 à Paris où il est mort le 6 janvier 1929, est un dessinateur, peintre, aquarelliste et illustrateur français.
Il illustra de nombreux articles scientifiques et romans merveilleux-scientifiques. Il signait parfois ses dessins Nosal.

## Biographie

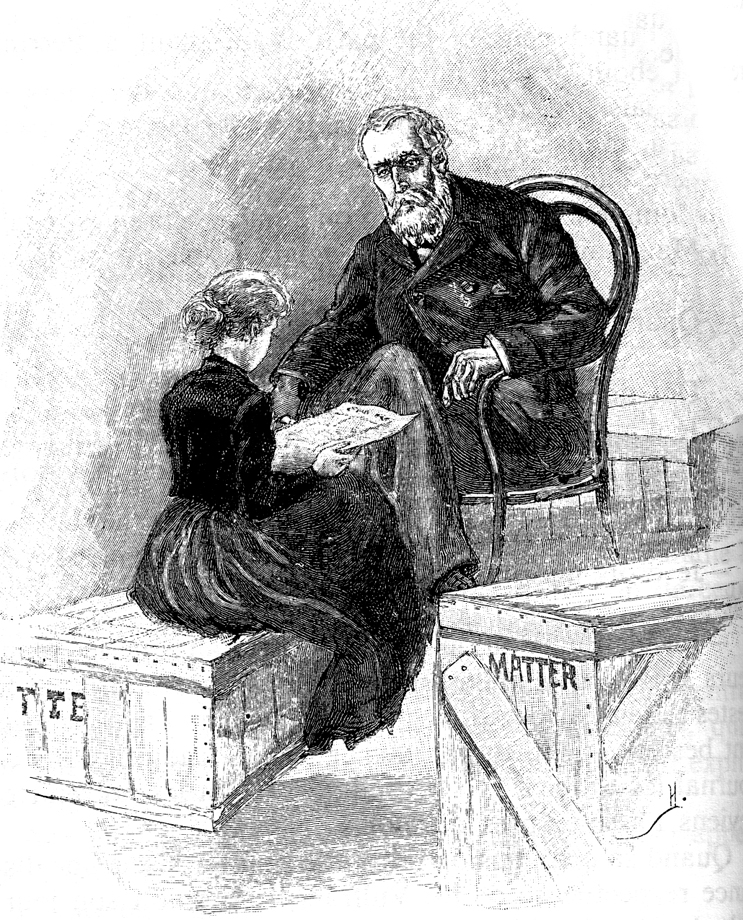
Illustration pour En famille d’Hector Malot.

Henri Georges Lanos étudie la composition du dessin auprès de l'architecte Amédée Hédin et du peintre-graveur Guillaume Cabasson. Il expose ses premières aquarelles au Salon de Paris en 1879, puis au Salon des artistes français de 1888 à 1905. Il devient membre sociétaire de la Société des artistes français,. Il expose aussi aux Arts incohérents.
Henri Lanos, est actif en tant qu'illustrateur dès le milieu des années 1880, travaillant notamment pour L'Illustration (1884-1893), La Vie moderne (1885), La Caricature (1887-1889), le magazine Je sais tout (dès 1905), ou encore Nos loisirs, où il fait paraître un roman dystopique co-écrit avec Jules Perrin (1910), et La Science et la Vie. Il fut également illustrateur de romans d'Alphonse Daudet, Hector Malot, Guy de Maupassant, Émile Zola et Herbert George Wells.

## Style
Henri Lanos a illustré de nombreux ouvrages dans le domaine conjectural du merveilleux scientifique et de l'anticipation. Les dessins de machines qu'il produit témoignent de sa conception du monde mécanique, dans laquelle il parvient à suggérer la folie destructrice que peut produire l'industrie. En effet, aux angles et surfaces géométriques, il privilégie les formes très organiques de machines démesurées, dans lesquelles le métal s'anime en courbe et rondeur pour donner le sentiment qu'elles prennent vie. Ses illustrations se distinguent par un traitement graphique qui lui est propre, à l'instar de son emploi fréquent des vues plongeantes pour mettre en scène des mouvements de foule qui font face à des constructions mécaniques démesurées, le tout dans une architecture néoclassique. S'inspirant du style de Paul Renouard, ils travaillent tous les deux pour le magazine L'Illustration et pour la revue anglaise The Graphic.

## Œuvres

### Illustrations
- La Russie, Impressions - Portraits - Paysages d'Armand Silvestre. 1892.
- En Famille d’Hector Malot, 1894.
- Notes sur Londres de Julia Daudet, 1895.
- Quand le dormeur s'éveillera d’Herbert George Wells, 1899.
- Le Chien de Brisquet de Charles Nodier, 1900.
- Les Mille et Une nuits des familles, Contes Arabes, 1930.

### Récits illustrés en feuilletons
- « Un monde sur le monde », coécrit par Jules Perrin et Henri Lanos, Nos loisirs, du no 45 (6 novembre 1910) au no 6 (5 février 1911).
- « Le grand raid Paris-La Lune », Pierrot, du no 115 (4 mars 1928) au no 122 (22 avril 1928).
- « Les Hommes de fer du docteur Hax. Scènes rêvées des temps futurs », Pierrot, du no 37 (11 septembre 1932) au no 44 (30 octobre 1932).

Illustrations d'Henri Lanos
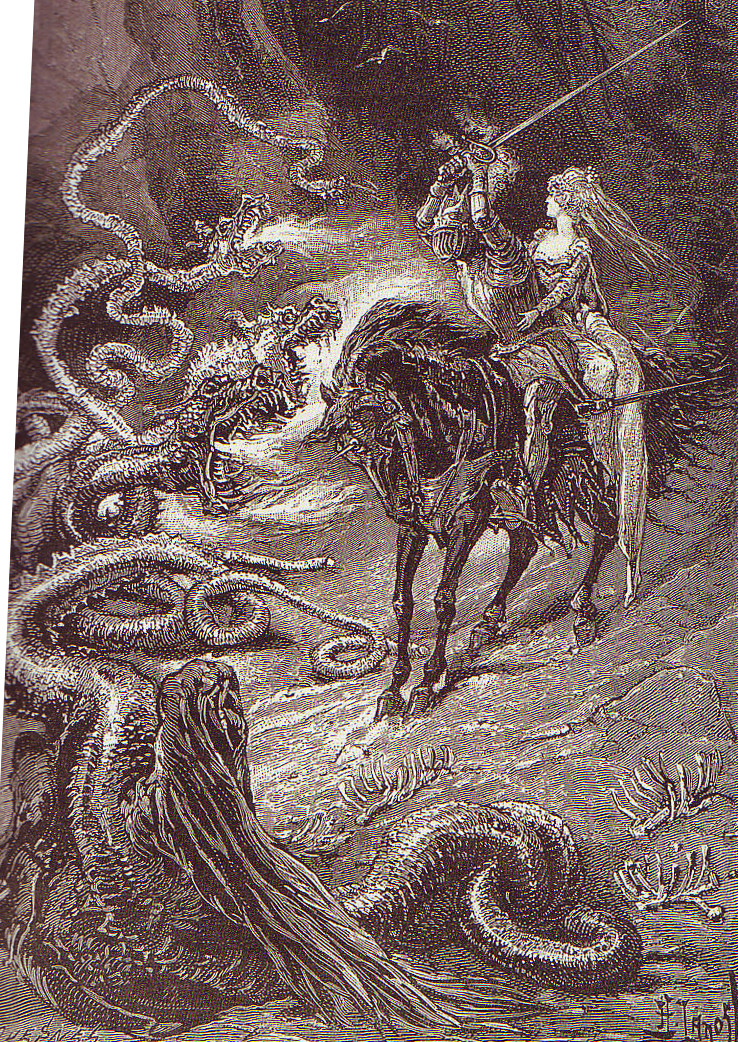
Contes du pays d'Armor (1890).
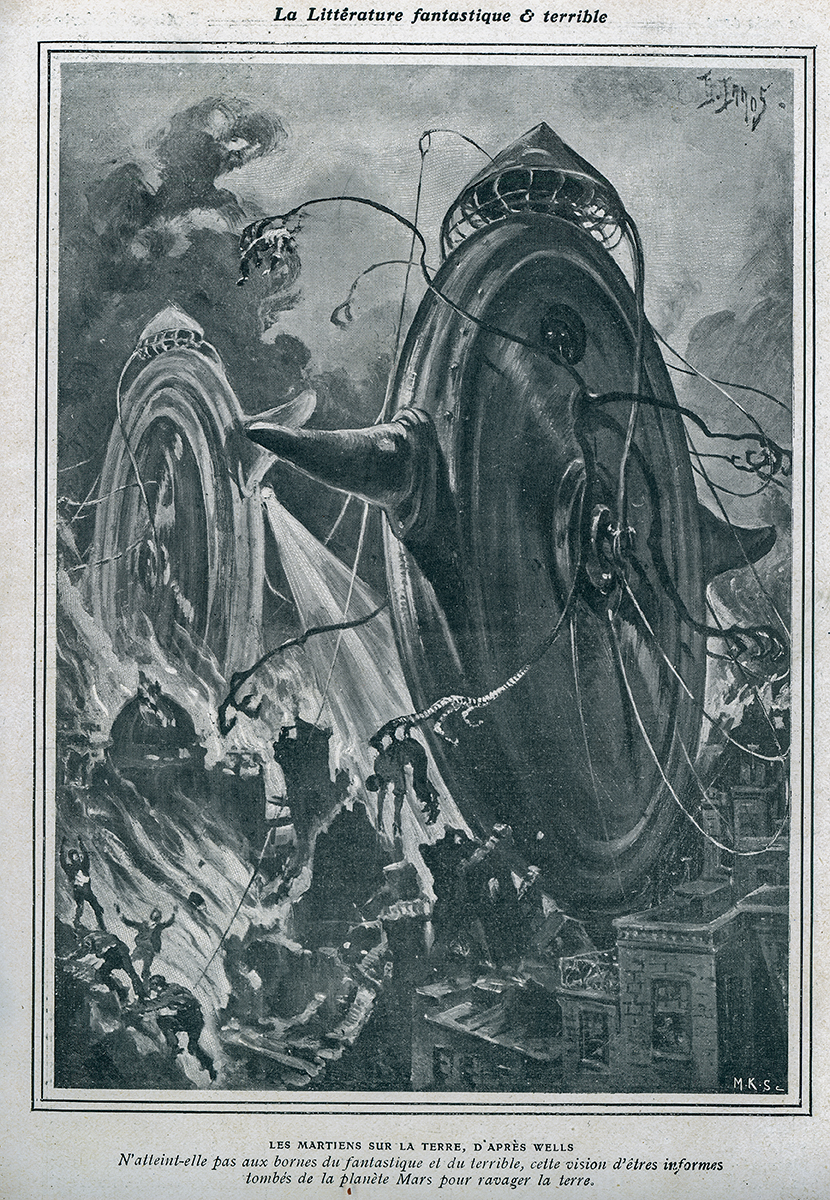
Illustration pour La Guerre des mondes d’H. G. Wells (1905).
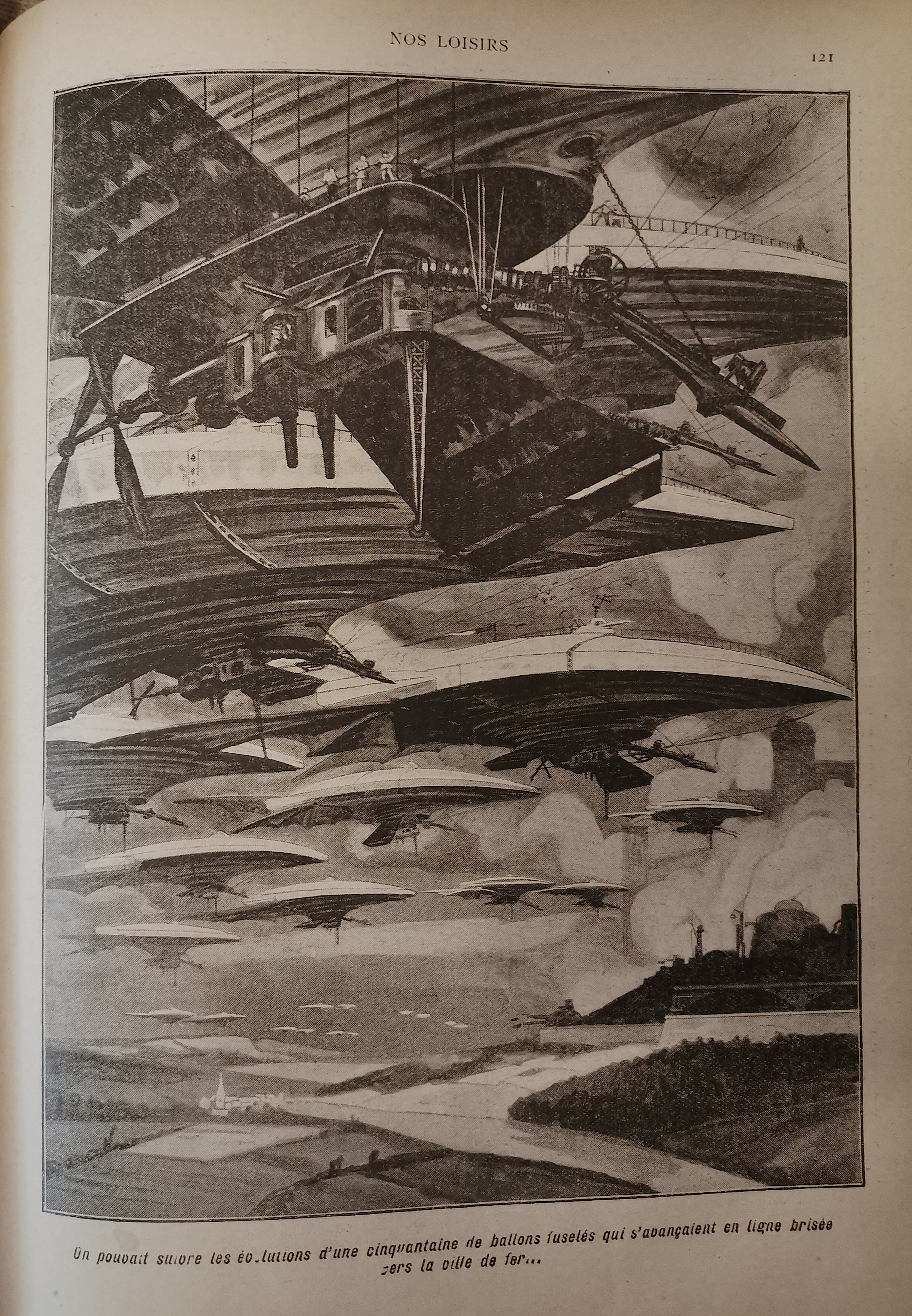
Illustration pour Un monde sur le monde (1910).